# سیما پاهوا
سیما پاهوا (انگلیسی: Seema Pahwa (نی بهارگاوا زادهٔ ۱۰ فوریه ۱۹۶۲) بازیگر و کارگردان هندی است که به خاطر کارکترهای کمدی خود، در سینما و تلویزیون معروف است. او تاکنون برنده چند جایزه از جمله در مراسم جوایز فیلم‌فیر و جوایز اُ‌تی‌تی فیلم‌فیر شده‌است.
سیما به خاطر ایفای نقش بدکی در سریال تلویزیونی ما مردم (۱۹۸۴–۱۹۸۵) تولید شرکت دوردارشان به شهرت رسید. او فیلم مراسم خاکسپاری رامپراساد (۲۰۲۱) را کارگردانی کرد که اولین تجربه کارگردانی او بود و برنده جایزه فیلم‌فیر بهترین فیلم اول کارگردان گردید.

## فیلم‌شناسی
فیلم
| سال  | نام فیلم                                      | نقش                   | نکات                                                               |
| ---- | --------------------------------------------- | --------------------- | ------------------------------------------------------------------ |
| ۱۹۹۶ | سرداری بیگم                                   | مادر کلثوم            |                                                                    |
| ۱۹۹۹ | مادرخوانده                                    | شانتی                 |                                                                    |
| ۲۰۰۰ | باروری                                        | رامپیاری              |                                                                    |
| ۲۰۰۱ | زبیدا                                         | زینب بای              |                                                                    |
| ۲۰۱۰ | بدون تو، بن لادن                              | شب‌بو                  |                                                                    |
| ۲۰۱۲ | سوار بر فراری                                 | بابو دیدی             |                                                                    |
| ۲۰۱۴ | با چشمهای خودم ببینم                          | آما                   | برنده—جایزه اسکرین بهترین بازیگر نقش مکمل زن                       |
| ۲۰۱۵ | تمام انرژی تو بده                             | سوبادرا رانی          |                                                                    |
| ۲۰۱۵ | همه چی روبه‌راهه                               | مامیجی                |                                                                    |
| ۲۰۱۶ | وزیر                                          | پامی                  |                                                                    |
| ۲۰۱۷ | شیرینی بریلی                                  | سوشلا میشرا           | نامزد—جایزه فیلم‌فیر بهترین بازیگر نقش مکمل زن                      |
| ۲۰۱۷ | وصلت خوش یمن بسیار محتاطانه                   | مادر سوگندها          | نامزد—جایزه فیلم‌فیر بهترین بازیگر نقش مکمل زن                      |
| ۲۰۱۸ | ترس به خاطر خرما                              | سوشیلا                |                                                                    |
| ۲۰۱۹ | این حسی است که وقتی دختر می‌دیدم بهم دست می‌داد | بیلائوری              |                                                                    |
| ۲۰۱۹ | آرجون پاتیالا                                 |                       |                                                                    |
| ۲۰۱۹ | بالا                                          | ماوسی                 | نامزد—جایزه فیلم‌فیر بهترین بازیگر نقش مکمل زن                      |
| ۲۰۲۰ | تولد چینتو                                    | نانی                  |                                                                    |
| ۲۰۲۰ | جنگ خورشید و مریخ                             | یشودا دیلون           | [ ۱ ]                                                              |
| ۲۰۲۱ | مراسم خاکسپاری رامپراساد                      | کارگردان              | اولین تجربه کارگردانی برنده—جایزه فیلم‌فیر بهترین فیلم اول کارگردان |
| ۲۰۲۲ | تبریک گفتن                                    | خانم سینگ             |                                                                    |
| ۲۰۲۲ | گانگوبای کاتیاوادی                            | شیلا                  | [ ۲ ]                                                              |
| ۲۰۲۲ | رکشابندان                                     | شانو شرما             |                                                                    |
| ۲۰۲۲ | خدا را شکر                                    | خانم کاپور، مادر آیان |                                                                    |
| ۲۰۲۳ | دختر رؤیایی ۲                                 | جمانی                 |                                                                    |